# Curitiba Challenger 2024
Il Curitiba Challenger 2024 è stato un torneo maschile di tennis professionistico. È stata la 3ª edizione del torneo, facente parte della categoria Challenger 100 nell'ambito dell'ATP Challenger Tour 2024, con un montepremi di 134 000 $. Si è giocato dal 21 al 27 ottobre 2024 sui campi in terra rossa del Graciosa Country Club di Curitiba, in Brasile.

## Partecipanti

### Teste di serie
| Nazionalità | Giocatore                  | Ranking* | Testa di serie |
| ----------- | -------------------------- | -------- | -------------- |
| Argentina   | Camilo Ugo Carabelli       | 104      | 1              |
| Bolivia     | Hugo Dellien               | 105      | 2              |
| Colombia    | Daniel Elahi Galán         | 112      | 3              |
| Argentina   | Román Andrés Burruchaga    | 130      | 4              |
| Portogallo  | Jaime Faria                | 147      | 5              |
| Argentina   | Juan Manuel Cerúndolo      | 151      | 6              |
| Portogallo  | Henrique Rocha             | 162      | 7              |
| Brasile     | Felipe Meligeni Alves      | 165      | 8              |
| Cile        | Marcelo Tomás Barrios Vera | 170      | 9              |

* Ranking al 14 ottobre 2024.

### Altri partecipanti
I seguenti giocatori hanno ricevuto una wild card per il tabellone principale:
- Wilson Leite
- José Pereira
- Matheus Pucinelli de Almeida

I seguenti giocatori sono entrati in tabellone come alternate:
- Mateus Alves
- Gastão Elias
- Matías Soto

I seguenti giocatori sono passati dalle qualificazioni:
- Juan Carlos Prado Ángelo
- Gonzalo Villanueva
- Luciano Emanuel Ambrogi
- Orlando Luz
- João Lucas Reis da Silva
- Lautaro Midón

## Punti e montepremi
| Torneo    | Torneo              | V      | F      | SF    | QF    | 2T    | 1T    | Q | Q2  | Q1  |
| Singolare | Punti               | 100    | 50     | 25    | 14    | 7     | 0     | 4 | 2   | 0   |
| Singolare | Premi in denaro ($) | 17 650 | 10 380 | 6 140 | 3 570 | 2 105 | 1 270 | – | 635 | 320 |
| Doppio    | Punti               | 100    | 50     | 25    | 14    | –     | 0     | – | –   | –   |
| Doppio    | Premi in denaro ($) | 7 590  | 4 400  | 2 645 | 1 570 | –     | 880   | – | –   | –   |

## Campioni

### Singolare
Jaime Faria ha sconfitto in finale  Felipe Meligeni Alves con il punteggio di 6–4, 6–4.

### Doppio
Fernando Romboli /  Matías Soto hanno sconfitto in finale  Karol Drzewiecki /  Piotr Matuszewski con il punteggio di 7–6(5), 7–6(4).